# 崔杰 (1931年)
崔杰（1931年—），男，山东济南人，中华人民共和国政治人物、外交官。

## 生平
1949年，崔杰加入中国共产党，曾任中共济南市委组织部干事。1956年，进入外交学院专修科学习。后历任外交部西亚北非司科员，驻阿拉伯也门大使馆三等秘书，驻约旦大使馆二等秘书等秘书，外交部西亚北非司一等秘书、参赞。1986年，接替孙浩，担任中华人民共和国驻毛里塔尼亚大使。1989年，接替顾欣尔担任中华人民共和国驻加纳大使。1991年，由郭靖安接任。